# Lampetis jeanneli
Lampetis jeanneli es una especie de escarabajo del género Lampetis, familia Buprestidae. Fue descrita científicamente por Kerremans en 1914.